# 卡修斯·马塞勒斯·库利奇
卡修斯·马塞勒斯·库利奇（英語：Cassius Marcellus Coolidge，1844年9月18日—1934年1月13日）是一位美国艺术家，主要以他的系列绘画“玩扑克的狗”而闻名。他在家族中被称为“Cash”或“Kash”，他在 19 世纪的作品上经常用后者的拼写来署名，有时为了获得喜剧效果，他会将的名字拼写为Kash Koolidge 。

## 早期生活
库利奇出生在纽约安特卫普的废奴派贵格会农民家庭，并在纽约的安特卫普长大。 
他没有接受过成为艺术家所需要接受的正规训练。

## 职业生涯

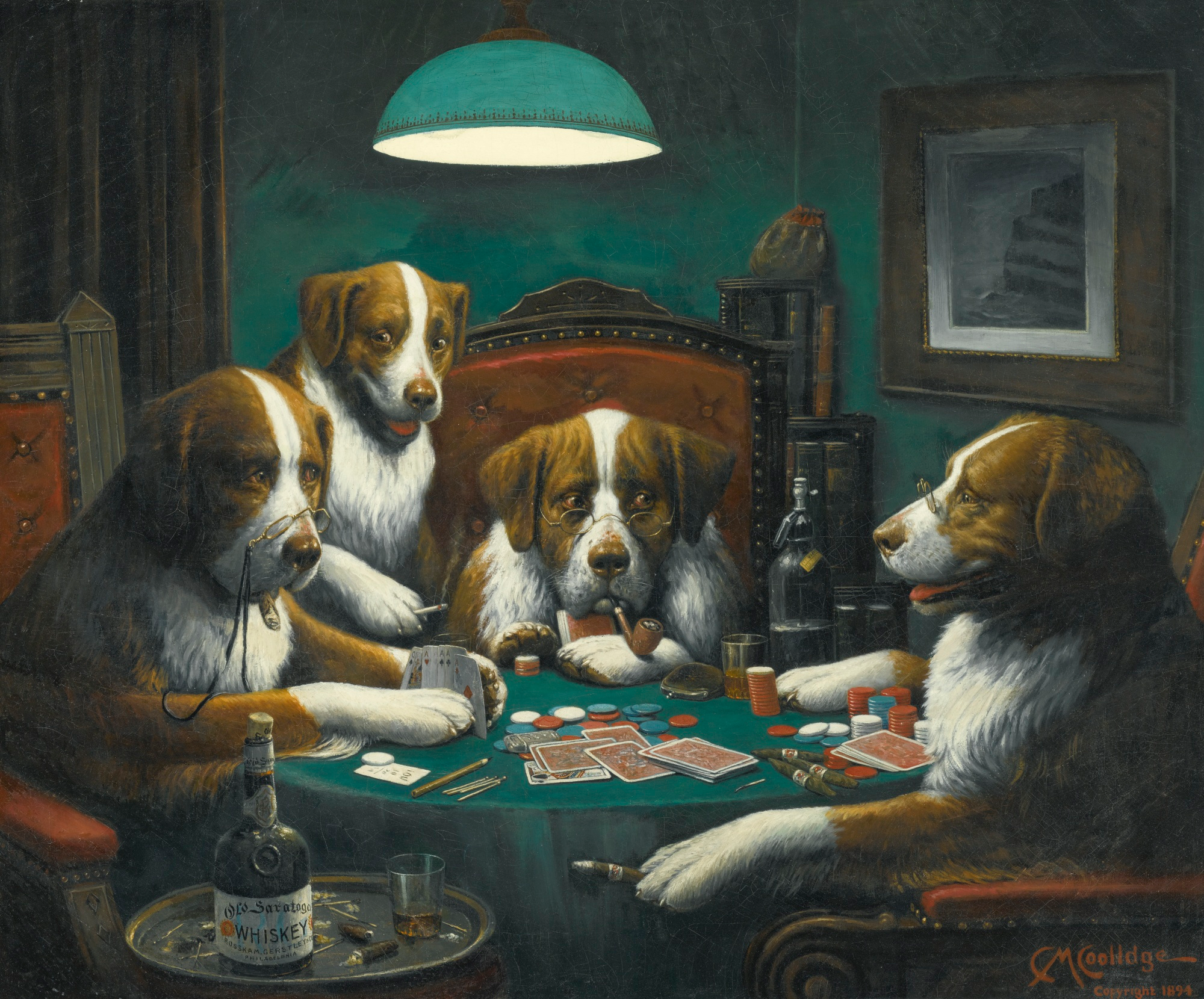
《扑克游戏》，布面油画（1894年）

在1860年代初期离开家庭农场后，库利奇做过很多职业。1868年至1872年间，他曾担任过药剂师和标志画家，并创办了一家银行和一份报纸。之后他从安特卫普搬到罗切斯特。在那里，他开始试着将狗画入人类环境中。

### 编辑工作
库利奇在20多岁时开始了他的艺术生涯。他早期的工作之一是为当地报纸创作漫画。

### 滑稽的前景
库利奇被认为创造了“滑稽的前景”。这是一种新颖的照片，将坐着的人的肖像与漫画身体相结合。坐着的人举着一块大的帆布，库利奇则在上面画画或画漫画。他也获得了专利。 最终作品类似于在中途和嘉年华使用照片替身制作的照片，人们可以将头伸入真人大小的漫画中的开口。

### 日历画

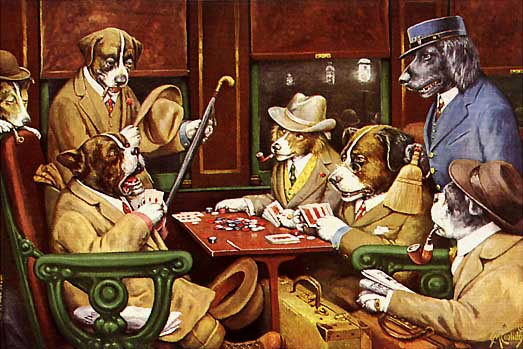
库利奇的《他的车站和四张 A》 （绘于1903年）

根据当时主要生产广告日历的广告公司Brown&Bigelow的说法，库利奇在1903年开始与他们联系。从1900年代中期到中期的20世纪10年代，库利奇为他们创造了一系列的十六幅油画。所有的画均以拟人化的狗为主题。在这一个系列中，有九幅画都是狗打扑克， 一个被认为是由柯立芝发明的主题。
该系列的 16 幅委托画作及其主题分别是：
其他类似的画作包括：
- 凯利球（约1909年）

这幅画是以当时非常流行的凯利球游戏命名的。库利奇的“打台球的狗”也被认为是另一种流行文化模因的始祖。

## 拍卖记录
2006年2月15日，两幅库利奇的画（《一个勇敢的忽悠》和《滑铁卢》），被送到纽约的多伊尔公司拍卖，预计售价在三万美元至五万美元之间。这两幅画被认为是柯立芝给Brown&Bigelow广告公司创作的广告画。最终以这两幅画以五十九万零四百美元的价格成交，打破了此前的七万四千美元的拍卖纪录。 
库利奇在1894年创作的《扑克游戏》于2015年11月18日在纽约苏富比拍卖会上拍出了六十五万八千美元。 

## 延伸閱讀
- Davidson, Carla. . American Heritage. February 1973: 56  [2021-09-25]. ISSN 0002-8738. （原始内容存档于2021-09-25）.
- Fredrickson, Gardner. . Writers' Collective. 2006. ISBN 978-1594110382.
- Works by Cassius M. Coolidge在项目Gutenberg
- DogsPlayingPoker.org 的非官方卡修斯柯立芝传记 （页面存档备份，存于）
- 在Find a Grave上的卡修斯·马塞勒斯·库利奇
- 沃特敦每日时报的文章宣布纽约费城博物馆并指出纽约费城是卡修斯·柯立芝真正的出生地